# كارين غراهام
كارين غراهام (بالإنجليزية: Karen Graham)‏ هي عارضة أمريكية، ولدت في 1945.